# Viminacium (зборник радова)
За чланак о археолошком налазишту, погледајте Виминацијум.
Viminacium представља зборник радова Народног музеја у Пожаревцу. Народни музеј у Пожаревцу покренуо је 1986. године стално годишње гласило Viminacium  названо по имену најзначајнијег локалитета овох дела Подунавља. 
Странице Viminaciuma биће доступне свима онима који се баве проучавањем свеукупног наслеђа пожаревачког краја.— из рецензије часописа
Од 1986. до 1994. објављено је седам свезака, с напоменом да је за 1989-1990. и 1994. изашао двоброј. 
Претежан број радова посвећен је археолошким темама, преисторијским, античким и средњовековним локалитетима и збиркама као и археолошким и уметничким предметима овог краја који се чувају у другим музејима. Објављују се радови из историје, историје уметности, етнологије. Редакција је састављена од посленика ратзличитих струка културно-историјских наука. Одговорни уредник је Мирољуб Манојловић. 
Зборник у настајању још није усталио редовне рубрике. Оне се повремено мењају и по називу и по редоследу: Прикази и осврти, Хронике, Белешке, Прилози... Редовно се штампају годишњи извештаји о раду Народног музеја у Пожаревцу. 